# Viorel Gheorghiță
Viorel Gheorghiță (n. 1922, in comuna Gurahonț, Arad) este un fost deținut politic al regimului comunist, sonetist, memorialist și scriitor arădean.

## Cronlogie
- 1922 - Viorel Gheorghiță (Giorgiță) se naște la 27 septembrie în comuna Gurahonț, județul Arad, în casa unei familii de țărani.
- 1928-1932 - Urmează, în sat, cele patru clase ale școlii primare.
- 1932-1933 - Frecventează cursurile Școlii de Arte și Meserii din Baia de Criș - județul Hunedoara.
- 1933-1935 - Continuă ciclul primar (7 clase) și susține, în particular, examenele pentru clasele I și II la Liceul Avram Iancu din Brad - județul Hunedoara.
- 1935-1942 - Frecventează cursurile Școlii Normale “Dimitrie Țichindeal” din Arad.
- 1942 - Publică prima poezie în revista “Universul Literar”.
- 1942 - Prima arestare. E judecat și condamnat la 6 luni închisoare corecțională de Tribunalul Militar din Timișoara, pentru “propagandă în favoarea unui fost partid politic” (Totul pentru Țară). E încarcerat la închisoarea militară din Timișoara, apoi e transferat la închisoarea județeană Arad.
- 1943 - E eliberat, în urma unui decret de grațiere, încorporat, pentru satisfacerea serviciului militar, la Regimentul Roșiori din Arad, trimis apoi în Basarabia, la Centrul de Instrucție nr.5 Sărata.
- 1943-1944 - Participă, ca simplu soldat, la luptele de la Efrimofca, Nicolaev, Dalnic, în Ucraina, la luptele de pe Nistru, localitatea Talmaz, unde e surprins de 23 august. Scapă de prizonierat ca prin minune.
- 1945 - Își definitivează studiile la Școala Normală, calificându-se ca învățător.
- 1945-1948 - Frecventează cursurile Academiei Teologice Ortodoxe din Arad, începând cu anul 1946 și pe cele ale Facultății de Filozofie din Cluj, aceasta, după absolvirea, prin examene de diferență, a Colegiului Național Sfântul Sava din București și obținerea bacalaureatului.
- 1948-1949 - Cea de-a doua arestare. E anchetat la Securitatea din Oravița, Timișoara și Arad. E judecat de Tribunalul Militar din Timișoara și condamnat la 10 ani m.s. pentru uneltire, Art.209 al III C.P.
- 1950 -1951 - La închisoarea de execuție Pitești. E supus procesului de demascare și reeducare. Ultima serie.
- 1951 - La inchisoarea Gherla.
- 1952 - În colonia de muncă, la minele de plumb, Baia-Sprie.
- 1952-1958 - Aiudul.

## Date intermediare
- 1956 - Asasinarea deținutului I.Popa Teiuș și greva generală la care participă.
- 1957 - O nouă anchetă la Securitatea din Arad.
- 1958 - În zarcă, patruzeci de zile de izolare severă într-o celulă aflată în subsolul celuralului. Expirându-i cei 10 ani de m.s. este transferat în lagărul depozit de pe Canal, 9 Culmea.
- 1958-1959 - Instrumentarea de către Securitatea din Timișoara, a unui nou proces, judecarea și condamnarea la 25 de ani m.s. tot pentru uneltire.
- 1959-1964 - De la Timișoara, prin Jilava, din nou la Aiud până la 25 iunie 1964, când, ca urmare a unui decret de amnestie, e eliberat.
- 1964 - Pentru câteva săptămâni, la Gurahonț, apoi, la Arad, ca angajat al Intreprinderii de Construcții Industriale și Montaje, Brașov (ICIMB), șantierul nr.5 Arad.
- 1966 - Se căsătorește cu Persida Puta, din comuna Pecica, județul Arad.
- 1967 - I se naște unicul copil, o fetiță, pe nume Ancuța.

## Cronlogie literară
- 1942 - Publică primele poezii în revista “UNIVERSUL LITERAR”.
- 1965 - Participă la activitatea Cenaclului Literar al USR “Lucian Blaga” din Arad, pe toată durata existenței acestuia (1989).
- 1966-2000 - colaborează la revistele literare “Tribuna” din Cluj, “Aradul literar”, “Orizont” din Timișoara, “Familia” din Oradea, “Vatra” din Târgu Mureș, “Viața Românească” din București, “Arca” și “Relief” din Arad.
- 1985 - Publică, la Editura “Dacia” din Cluj, volumul de sonete “FERESTRE ȘI OGLINZI”.
- 1991 - Este primit, ca membru deplin, in UNIUNEA SCRIITORILOR DIN ROMANIA (USR).
- 1994 - Publică la Editura “Marineasa” din Timișoara volumul de memorii “ET EGO” - Sărata, Pitești, Gherla, Aiud - volum premiat în același an de USR filiala Arad.
- 1995 - Publică, la Editura “Gordian” din Timișoara, eseul “SUB SEMNUL ORORII DEPLINE”.